# Karl August von Blomberg
Karl August von Blomberg (* 1726 auf Groß-Sernathen (Sergemieten) in Kurland; † 1793) war ein preußischer Oberst und zuletzt Kommandeur des Infanterieregiments „von Egloffstein“.

## Leben

### Herkunft
Seine Eltern waren der kursächsische Hauptmann Johann Ulrich von Blomberg (1664–1748) und N.N. von Heyking, eine Tochter des Landrats von Heyking.

### Militärlaufbahn
Im Jahr 1743 ging Blomberg in preußische Dienste und kam in das Grenadierbataillon „Rhodich“. Während des Zweiten Schlesischen Krieges kämpfte er in Hohenfriedberg und Soor. Im Jahr 1746 wurde er Fähnrich und stieg bis 1765 zum Kapitän auf. Im Siebenjährigen Krieg kämpfte er in Roßbach, Leuthen, Hochkirch, Torgau sowie bei den Belagerungen von Prag und Olmütz.
Am 16. Oktober 1772 wurde Blomberg zum Major befördert und Kommandeur eines Grenadierbataillons, das aus einer Kompanie des Infanterieregiments „von Lestwitz“ und drei Kompanien des Infanterieregiments „von Anhalt-Bernburg-Schaumburg-Hoym“ zusammengesetzt war. Während des Bayerischen Erbfolgekrieges kam er zur Armee des Prinzen Heinrich. Im Juni 1781 wurde er in das Infanterieregiment „von Pelkowsky“ versetzt. Dort wurde er im Mai 1782 Oberstleutnant und am 23. Mai 1784 Oberst sowie zu Regimentskommandeur ernannt.
Er hatte wenigstens einen Sohn: den preußischen Oberstleutnant Julius von Blomberg (1769–1842), der als illegitimer Sohn 1771 durch Legitimation den Adel erhielt. Der spätere deutsche Generalfeldmarschall Werner von Blomberg war sein Nachkomme.